# Швеція на літніх Олімпійських іграх 1912
Швеція вперше за свою історію приймала в себе V літні Олімпійські ігри у Стокгольмі. До складу команди увійшло 444 спортсмени (421 чоловік та 23 жінки), що змагались з 91 дисципліни в 16 видах спорту.
Наймолодшим членом команди стала плавчиня Грета Карлссон (14 років 1 день), найстарішим — стрілець Оскар Сван (64 роки 258 днів).
Країна посіла в медальному заліку друге загальнокомандне місце, виборовши 65 медалей: 24 — золотих, 24 — срібних та 17 — бронзових.

## Медалі

### Золото
| Вид спорту           | Дисципліна                                                                     | Спортсмен |
| -------------------- | ------------------------------------------------------------------------------ | --- |
| Боротьба             | греко-римська боротьба, до 75 кг                                               | Клаес Югансон |
| Стрибки у воду       | чоловіки, 10-метрова вишка                                                     | Ерік Адлерз |
| Стрибки у воду       | чоловіки, стрибки з вишки                                                      | Ерік Адлерз |
| Стрибки у воду       | жінки, 10-метрова вишка                                                        | Грета Юганссон |
| Легка атлетика       | чоловіки, метання списа                                                        | Ерік Леммінг |
| Легка атлетика       | чоловіки, потрійний стрибок                                                    | Густаф Ліндблом |
| Легка атлетика       | чоловіки, десятиборство                                                        | Гуго Вісландер |
| Легка атлетика       | чоловіки, командрий крос                                                       | Ялмар Андерссон Юн Еке Юсеф Тернстрем |
| Велоспорт            | чоловіки, командна велогонка                                                   | Ерік Фріборг Рагнар Мальм Аксель Перссон Альгот Ленн |
| Кінний спорт         | виїздка, індивідуальна першість                                                | Карл Бонде |
| Кінний спорт         | кінне триборство, індивідуальна першість                                       | Аксель Нордландер |
| Кінний спорт         | кінне триборство, командна першість                                            | Аксель Нордландер Нільс Адлеркройц Ернст Каспарссон Генрік Горн аф Омінне |
| Кінний спорт         | конкур, командна першість                                                      | Густаф Левенгаупт Густаф Кільман Ганс фон Розен Фредрік Розенкранц |
| Стрільба             | чоловіки, «олень, що біжить», 100 метрів, подвійні постріли, особиста першість | Оке Лундеберг |
| Стрільба             | чоловіки, «олень, що біжить», 100 метрів, одиночні постріли, особиста першість | Альфред Сван |
| Стрільба             | чоловіки, «олень, що біжить», 100 метрів, одиночні постріли, командна першість | Альфред Сван Оскар Сван Оке Лундеберг Пер-Олоф Арвідссон |
| Стрільба             | чоловіки, дрібнокаліберна гвинтівка, 25 метрів, командна першість              | Вільгельм Карлберг Ерік Карлберг Густаф Бойве Юган Гюбнер фон Гольст |
| Стрільба             | чоловіки, дрібнокаліберна гвинтівка, 25 метрів, особиста першість              | Вільгельм Карлберг |
| Стрільба             | чоловіки, дуельний пістолет, 30 метрів, командна першість                      | Вільгельм Карлберг Ерік Карлберг Поль Палін Юган Гюбнер фон Гольст |
| Стрільба             | чоловіки, довільна гвинтівка, 300 метрів, лежачи, командна першість            | Моріц Ерікссон Гуго Юганссон Ерік Блумквіст Карл Бйоркман Бернгард Ларссон Густаф Юнссон |
| Сучасне п'ятиборство | чоловіки, особиста першість                                                    | Єста Ліллігук |
| Вітрильний спорт     | чоловіки, клас «10 метрів»                                                     | Карл Гелльстрем Ерік Валлеріус Геральд Валлін Гумберт Лунден Герман Ніберг Гаррі Розенсверд Пол Ізберг Філіп Ерікссон |
| Перетягування канату | чоловіки                                                                       | Арвід Андерссон Адольф Бергман Юган Едман Ерік Альгот Фредрікссон Карл Юнссон Ерік Ларссон Август Густафссон Герберт Ліндстрем |
| Спортивна гімнастика | чоловіки, командна першість                                                    | Пер Бертільссон Нільс Гранфельт Курт Гарцель Освальд Гольмберг Андерс Гіландер Аксель Юнсе Карл-Еренфрід Карлберг Боо Кульберг Свен Ландберг Пер Нільссон Бенкт Нореліус Аксель Норлінг Даніель Норлінг Свен Русен Нільс Сілфвершельд Карл Сілфвершельд Юн Серенсон Інгве Стірнспец Карл-Ерік Свенссон Карл-Юган Свенссон Кнут Турель Едвард Веннергольм Клаес Версаль Девіл Віман |

### Срібло
| Вид спорту            | Дисципліна                                                                     | Спортсмен |
| --------------------- | ------------------------------------------------------------------------------ | --- |
| Легка атлетика        | чоловіки, 3000 метрів, командний забіг                                         | Торілд Олссон Ернст Віде Брор Фок Нільс Фрікберг Юн Зандер                                                                                |
| Легка атлетика        | чоловіки, естафета, 4×100 метрів                                               | Іван Меллер Чарлз Лютер Тур Персон Кнут Ліндберг                                                                                          |
| Легка атлетика        | чоловіки, крос                                                                 | Ялмар Андерссон |
| Легка атлетика        | чоловіки, десятиборство                                                        | Чарлз Ломберг |
| Легка атлетика        | чоловіки, потрійний стрибок                                                    | Георг Оберг |
| Стрибки у воду        | чоловіки, прості стрибки з вишки                                               | Ялмар Юганссон |
| Стрибки у воду        | жінки, 10-метрова вишка                                                        | Ліса Регнел |
| Кінний спорт          | виїздка, індивідуальна першість                                                | Густаф Адольф Болтенстрем |
| Сучасне п'ятиборство  | чоловіки, особиста першість                                                    | Єста Есбрінк |
| Академічне веслування | чоловіки, четвірки з кермовим                                                  | Туре Росваль Вільям Брун-Меллер Конрад Брункман Герман Дальбек Вільгельм Вілкенс                                                          |
| Вітрильний спорт      | клас «8 метрів»                                                                | Бенгт Гейман Еміль Генрікес Герберт Вестермарк Нільс Вестермарк Альвар Тіль                                                               |
| Вітрильний спорт      | клас «12 метрів»                                                               | Нільс Перссон Гуго Класон Ричард Сальстрем Нільс Ламбі Курт Бергстрем Дік Бергстрем Ерік Ліндквіст Пер Бергман Сігурд Кандер Фольке Юнсон |
| Стрільба              | чоловіки, «олень, що біжить», 100 метрів, подвійні постріли, особиста першість | Едвард Бенедикс |
| Стрільба              | чоловіки, «олень, що біжить», 100 метрів, одиночні постріли, особиста першість | Оке Лундеберг |
| Стрільба              | чоловіки, дрібнокаліберна гвинтівка, 25 метрів, особиста першість              | Юган Гюбнер фон Гольст |
| Стрільба              | чоловіки, дуельний пістолет, 30 метрів, особиста першість                      | Поль Палін |
| Стрільба              | чоловіки, довільний пістолет, 50 метрів, командна першість                     | Георг де Лаваль Ерік Карлберг Вільгельм Карлберг Ерік Бострем                                                                             |
| Стрільба              | чоловіки, дрібнокаліберна гвинтівка, 50 метрів, командна першість              | Вільгельм Карлберг Ерік Карлберг Артур Норденсван Рубен Ертегрен                                                                          |
| Плавання              | чоловіки, 400 метрів брасом                                                    | Тур Геннінг |
| Теніс                 | чоловіки, парний розряд, приміщення                                            | Карл Кемпе Ґуннар Сеттерваль |
| Теніс                 | змішаний розряд                                                                | Зігрід Фік Ґуннар Сеттерваль |
| Водне поло            | чоловіки                                                                       | Торстен Кумфельдт Гаральд Юлін Макс Гумпель Роберт Андерссон Понтус Ганссон Вільгельм Андерссон Ерік Бергквіст                            |
| Боротьба              | чоловіки, греко-римська боротьба, до 67,5 кг                                   | Густаф Мальмстрем |
| Боротьба              | чоловіки, греко-римська боротьба, до 82,5 кг                                   | Андерс Альгрен |

### Бронза
| Вид спорту           | Дисципліна                                                                     | Спортсмен                                                                                   |
| -------------------- | ------------------------------------------------------------------------------ | ------------------------------------------------------------------------------------------- |
| Легка атлетика       | чоловіки, крос                                                                 | Юн Еке                                                                                      |
| Легка атлетика       | чоловіки, десятиборство                                                        | Єста Гольмер                                                                                |
| Легка атлетика       | чоловіки, метання диска двома руками                                           | Еміль Магнуссон                                                                             |
| Легка атлетика       | чоловіки, стрибки в довжину                                                    | Георг Оберг                                                                                 |
| Легка атлетика       | чоловіки, стрибки з жердиною                                                   | Бертіль Углла                                                                               |
| Легка атлетика       | чоловіки, потрійний стрибок                                                    | Ерік Альмлеф                                                                                |
| Стрибки у воду       | чоловіки, 10-метрова вишка                                                     | Густаф Бломгрен                                                                             |
| Стрибки у воду       | чоловіки, прості стрибки з вишки                                               | Юн Янссон                                                                                   |
| Кінний спорт         | виїздка, індивідуальна першість                                                | Ганс фон Бліксен-Фінекке                                                                    |
| Сучасне п'ятиборство | чоловіки, особиста першість                                                    | Георг де Лаваль                                                                             |
| Вітрильний спорт     | чоловіки, клас «6 метрів»                                                      | Ерік Сандберг Гаральд Сандберг Отто Уст                                                     |
| Стрільба             | чоловіки, «олень, що біжить», 100 метрів, подвійні постріли, особиста першість | Оскар Сван                                                                                  |
| Стрільба             | чоловіки, дуельний пістолет, 30 метрів, особиста першість                      | Юган Гюбнер фон Гольст                                                                      |
| Стрільба             | чоловіки, дрібнокаліберна гвинтівка, 25 метрів, особиста першість              | Гідеон Ерікссон                                                                             |
| Стрільба             | чоловіки, армійська гвинтвка, командна першість                                | Моріц Ерікссон Вернер Єрнстрем Теннес Бйоркман Карл Бйоркман Бернгард Ларссон Гуго Юганссон |
| Теніс                | змішаний розряд, приміщення                                                    | Зігрід Фік Гуннар Сеттерволь                                                                |
| Боротьба             | чоловіки, греко-римська боротьба, до 67,5 кг                                   | Едвін Маттіассон                                                                            |